# Festival Nacional de Danzas Ucranianas
El Festival Nacional de Danzas Ucranianas (en portugués: Festival Nacional de Danças Ucranianas) es un evento anual que se realiza en el sur de Brasil y que reúne a grupos folclóricos de étnias ucranianas de ese país, Argentina y Paraguay. La sede va rotando entre diferentes ciudades que lo organizan año a año. 
El objetivo del festival es reunir a los diferentes grupos folclóricos en un espectáculo único, manteniendo viva la tradición cultural y folclórica promoviendo los lazos de integración entre la diáspora ucraniana y sus descendientes. 

## Primeros años
En 1993 la directiva de la Asociación de la Juventud Ucraniana Brasileña (AJUB), en ese entonces con sede en União da Vitória junto con el Grupo Folclórico Ucraniano Kalena, tuvieron la idea de organizar un encuentro de grupos folclóricos para presentar lo mejor de la danza ucraniana.
El festival surgió en el año 1994 en la ciudad de União da Vitória y durante sus primeras 8 ediciones llevó el nombre de "Festival Nacional de Danza Ucraniana Hopak", ya que cada grupo representaba la  más tradicional de las danzas ucranianas: el Hopak.
A partir de 2002 (IX edición), el evento pasó a llamarse “Festival Nacional de Danzas Ucranianas”, donde cada grupo folclórico trae una danza diferente a ser ejecutada, ofreciendo al público presente un increíble espectáculo, representado a las diferentes regiones de toda Ucrania.

### Festival Nacional de Danza Ucraniana Hopak
- 1994: União da Vitória, Paraná (I Edición)
- 1995: Curitiba, Paraná (II Edición)
- 1996: Ponta Grossa, Paraná (III Edición)
- 1997: Prudentópolis, Paraná (IV Edición)
- 1998: Canoinhas, Santa Catarina (V Edición)
- 1999: Mafra, Santa Catarina (VI Edición)
- 2000: Porto Alegre, Rio Grande do Sul (VII Edición)
- 2001: Prudentópolis, Paraná (VIII Edición)

### Festival Nacional de Danzas Ucranianas
- 2002: São José dos Pinhais, Paraná (IX Edición)
- 2003: Mallet, Paraná (X Edición)
- 2004: União da Vitória, Paraná (XI Edición)
- 2005: Porto Alegre, Rio Grande do Sul (XII Edición)
- 2006: Río Azul, Paraná (XIII Edición)
- 2007: Roncador, Paraná (XIV Edición)
- 2008: Prudentópolis, Paraná (XV Edición)
- 2009: Maringá, Paraná (XVI Edición)
- 2010: Curitiba, Paraná (XVII Edición)
- 2011: Cascavel, Paraná (XVIII Edición)
- 2012: Mallet, Paraná (XIX Edición)
- 2013: Mafra, Santa Catarina (XX Edición)
- 2014: Iratí, Paraná (XXI Edición)
- 2015: Porto Alegre, Rio Grande do Sul (XXII Edición)
- 2016: Antônio Olinto, Paraná (XXIII Edición)
- 2017: Río Azul, Paraná (XXIV Edición)
- 2018: Prudentópolis, Paraná (XXV Edición)
- 2019: Mallet, Paraná (XXVI Edición)
- 2020: Roncador, Paraná (XXVII Edición)
- 2021: Curitiba, Paraná (Cancelado)
- 2022: Pitanga, Paraná (XXVIII Edición)
- 2023: Paulo Frontín, Paraná (XXIX Edición)
- 2024: Curitiba, Paraná (XXX Edición)
- 2025: Mallet, Paraná (XXXI Edición)

## XXX Festival

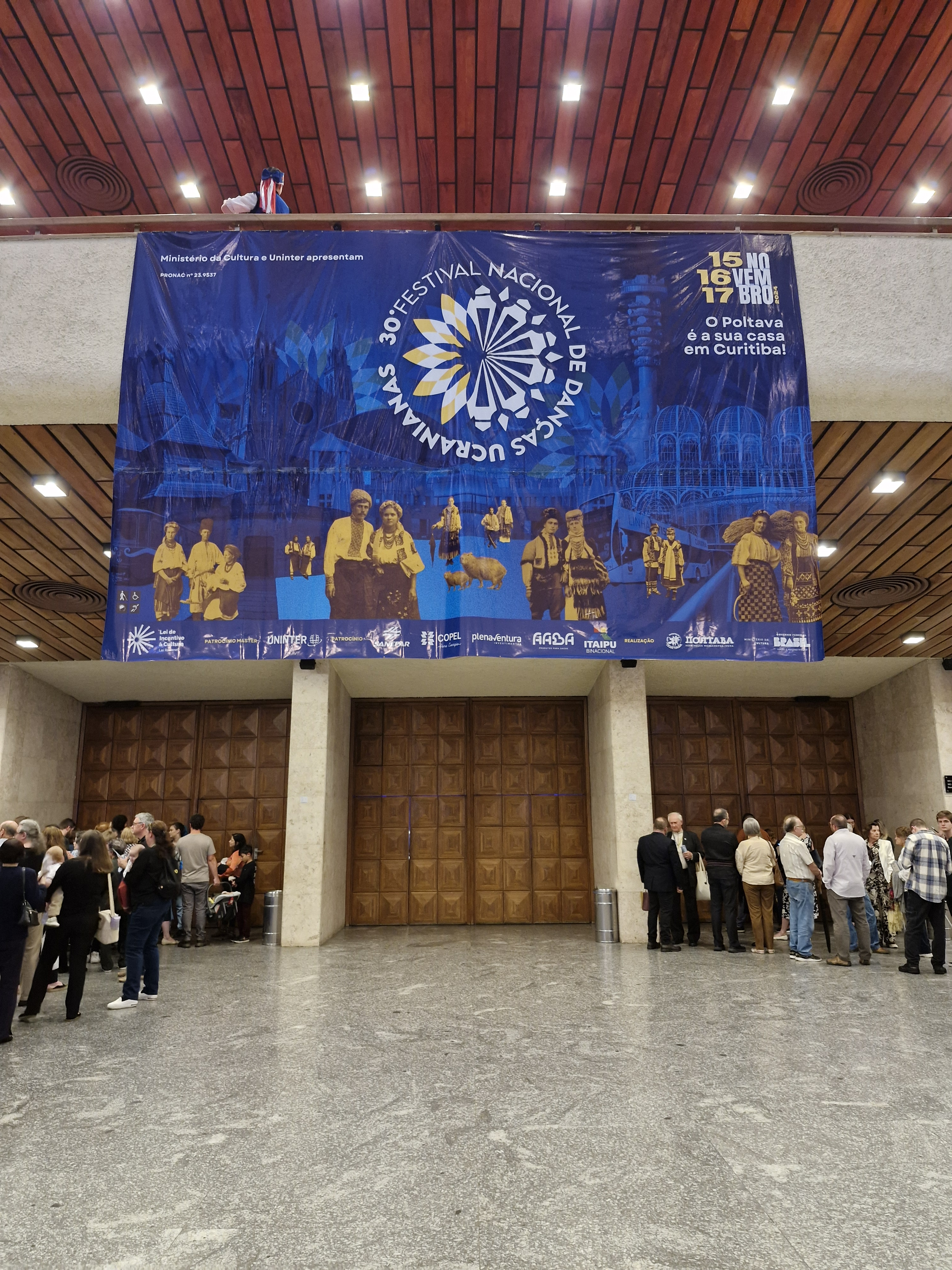
XXX edición en el Teatro Guaira de Curitiba.

La XXX edición del Festival se realizó los días 15, 16 y 17 de noviembre de 2024 en la ciudad de Curitiba, capital del Estado de Paraná. Fue organizada por el Grupo Folclórico Ucraniano Poltava e incluyó la participación de diversos grupos de Brasil y la Argentina.
El evento principal fue la noche de gala en el Teatro Guaíra de la capital paranaense donde se presentaron 24 grupos folclóricos de los estados de Paraná, Santa Catarina, Rio Grande del Sur, São Paulo y de Argentina quienes fueron acompañados por la Orquesta y el Coro del Poltava. Además participó del evento el Coro Folclórico Ucraniano Veryovka de la ciudad de Kiev. Estuvo presente Andrii Melnyk, embajador de Ucrania en el Brasil.
Durante los días del evento también se realizó el "ФЕСТИВАЛЬНИЙ ЯРМАРОК" (Festival Yarmarok) en el Club Poltava, donde los grupos folclóricos presentaron sus danzas y expositores presentaron sus artesanías, además de poder degustar un poco de la gastronomía ucraniana. Durante el Festival también se realizó una cena de gala en el Restaurante Madalosso donde participó el grupo canadiense-ucraniano Kubasonics.

### Participantes
| Imagen | Grupo                                                                        | Ciudad                                    | Danza | Coreógrafos                                                                    |
| ------ | ---------------------------------------------------------------------------- | ----------------------------------------- | --- | ------------------------------------------------------------------------------ |
|        | Poltava (Полтава)                                                            | Curitiba, Paraná, Brasil                  | "Ми всі українці" (Todos somos ucranianos) Cuadro de apertura. Con pan y sal, tradición ucraniana. | Isabela Mantoan Monique Benoski Vitorio Scarpi                                 |
|        | Troianda (Троянда)                                                           | Leandro N. Alem, Misiones, Argentina      | "Буря" (Tormenta). Tempestad Kolomeika que refleja el espíritu ucraniano de lucha y resistencia. | Federico Adrián Plank Karina Mabel Gross                                       |
|        | Vesselka (веселка)                                                           | Prudentópolis, Paraná, Brasil             | Бережна Анка (Querida Annita). Danza de la región de Zakarpattia usada originalmente en casamientos. | Fernanda da Silva Dos Santos Fernando de Mello Demenech                        |
|        | Dunay (Дунай)                                                                | Rio Azul, Paraná, Brasil                  | "Карпатська Духа" (Alma de los Cárpatos). Danza vibrante de la región de Hutsulshchyna. | Deborah Sedor                                                                  |
|        | Soloveiko (Соловейко)                                                        | São José dos Pinhais, Paraná, Brasil      | "Козацька сюїта" (Suite cosaca). Retrata el encuentro de jóvenes bailarines que salen de paseo después de un día de trabajo.                                                                                     | Noeli Cristiane Nogas                                                          |
|        | Vesná (Весна)                                                                | Roncador, Paraná, Brasil                  | "Волинський романс" (Romance de Volinia). Danza de la región de Volyn con saltos, giros y movimientos rápidos y precisos.                                                                                        | Priscila Costa de Lucia Adriane Perehovski                                     |
|        | Vesná (Весна)                                                                | Mafra, Santa Catarina, Brasil             | "Ти ж мене підманула" (Tu me engañaste). Retrata el esfuerzo de un chico por conquista el corazón de una chica que lo rechaza constantemente.                                                                    | Fernanda Torcate Gomes Gabriel Cassemiro Skrenski Marina Schitz Rafaela Budnik |
|        | Roksolana (Роксолана)                                                        | Aristóbulo del Valle, Misiones, Argentina | "Анничка" (Annita). Hombres y mujeres se unen en una danza que expresa la valentina y el amor por las tradiciones de Lemkivshchyna.                                                                              | Iván Werenchuk                                                                 |
|        | Stchastia (Щастя)                                                            | Campo Mourão, Paraná, Brasil              | "Вечірка в Карпатах" (Fiesta en los Cárpatos). En medio de un escenario de fiesta en las grandes montañas, los jóvenes entran para encontrar el amor y festejar con una buena "Horivka".                         | André Zathexko Ribeiro Nathalia Vitoria de Castro                              |
|        | Sonhachnek (Соняхнек)                                                        | Cascavel, Paraná, Brasil                  | "Козачок з бубном" (Cosaco con el tambor). Acompañada de panderetas, la coreografía muestra al público la alegría, vigor y vivacidad de la cultura ucraniana.                                                    | Veryovka Adaptación de Ana Carolina Zamulhak Olinquevecz Igor Dileli Lupepsa   |
|        | Kyiv (Київ)                                                                  | Pitanga, Paraná, Brasil                   | "Гуцулка" (Hutsulka). Con pasos ágiles y figuras circulares representa a los montañeses de los Cárpatos. | María Cândida Cedorak de Lima Francisco José Cedorak de Lima                   |
|        | Solovey (Соловей)                                                            | Canoas, Rio Grande do Sul, Brasil         | "Голубка" (Paloma). Famosa danza de la región de Pokuttia donde las mujeres representan las palomas, que simbolizan el amor. Está inspirada en los casamientos.                                                  | Serhiy Koroluk Adaptación: Alexandre Oliveira                                  |
|        | Coro Folclórico Ucraniano Veryovka (Національний хор України імені Верьовки) | Ucrania                                   | Canciones: 1) "Ой, ти ніченько" (Oh, que noche hermosa) 2) "Сумна я була" (Estaba triste) 3) "Ой, тамна горі" (Oh, en la oscura montaña) 4) "Чорнії брови, карії очі" (Cejas negras, ojos marrones).             | Invitado: Vitorio Scarpi (tenor).                                              |
|        | Barvinok (Барвінок)                                                          | Curitiba, Paraná, Brasil                  | "Свято в Карпатах" (Fiesta en los Cárpatos). Representa los festejos y tradiciones en los montes Cárpatos. | Oles Ivan Sisak Roberto André Oresten                                          |
|        | Jettia (Жеттія)                                                              | Antônio Olinto, Paraná, Brasil            | "Буковинська сюїта" (Suite de Bukovina). Localizada entre Ucrania y Romania, la Bokovina tiene como característica la secuencia de pasos altos y ágiles, así como zapateos marcados.                             | Suely de Lima                                                                  |
|        | Kolomeia (Коломия)                                                           | Posadas, Misiones, Argentina              | "Ти ж мене підманула" (Tu me engañaste). Una de las canciones humorísticas más populares de Ucrania. | Ulises Casco                                                                   |
|        | Tchóven (Човен)                                                              | São José dos Pinhais, Paraná, Brasil      | "Гуцульські новинки" (Novedades de los Hutsules). Con movimientos rápidos y paso ágiles, hombres y mujeres demuestran su habilidad en una danza animada que representa la fuerza del pueblo Hutsul.              | Ane Karina Pijak Arthur Matheus Bileski Luiza Eduarda Pajewsky.                |
|        | Volênia (Волинь)                                                             | Boa Ventura de São Roque, Paraná, Brasil  | "Дзюмбалики" (Dzyumbalyky). Coreografía basada en las tradiciones folclóricas y de casamiento de la región de Borshchiv.                                                                                         | Coreógrafo: Ihor Nikolyshyn Adaptación: Fabiana Fonseca Pires                  |
|        | Hermandad Cosaca (Козацьке братство)                                         | Prudentópolis, Paraná, Brasil             | "повзунець" (Arrastrarse). Danza cosaca usada como ejercicio para facilitar saltos y maniobras durante las batallas.                                                                                             | Coreografía: Kuban Kozak Choir Adaptación: André Zakalugem                     |
|        | Iván Kupalo (Іван Купала)                                                    | Irati (Paraná), Paraná, Brasil            | "Буковинське Село" (Pueblo de Bucovina). El baile representa las vivencias en una aldea y los pasos tradicionales de la región de Bukovyna.                                                                      | Giéssi Heimovski Assis Larissa das Gracas Choida Andrea Bulka Sahaiko Kruk     |
|        | Kalena (Калена)                                                              | União da Vitória, Paraná, Brasil          | "Радість Життя" (La Alegría de la Vida). Danza femenina de la región central que representa la esencia, belleza y alegría de la mujer ucraniana.                                                                 | Tania María André                                                              |
|        | Spomen (Спомен)                                                              | Mallet, Paraná, Brasil                    | "Ой ра!" (Oy rá!). Danza tradicional de la región de Polissia que posee ritmos rápidos e figuras circulares. | Gabriele Camile Oszust Weslley Kaiqui Kazmierczak                              |
|        | Ukrainska Ducha (Українська Духа)                                            | Itaiópolis, Santa Catarina, Brasil        | "вечір у полі" (Atardecer en el campo). Danza campesina que representa el atardecer en los campos de trigo de las aldeas ucranianas.                                                                             | Dimas Humenhuk                                                                 |
|        | Kyiv (Київ)                                                                  | São Caetano do Sul, São Paulo, Brasil     | "Старий Калабай" (Viejo Kalabay). Danza central ucraniana que demuestra las habilidades del viejo Karabay para conquistar su especio y demostrar sus habilidades en el baile.                                    | Danilo Zajac Jorge Rybka Marcia Rybka                                          |
|        | Dunay (Дунай)                                                                | Avellaneda, Buenos Aires, Argentina       | "Бережна Анка" (Querida Annita). De la región de Zakarpattia refleja el tradición que se realizaba en los casamientos en la peregrinación desde la casa de la novia hasta la iglesia.                            | Susana Rodríguez Salas Norberto Rogoski                                        |
|        | Poltava (Полтава)                                                            | Curitiba, Paraná, Brasil                  | "Святкування в Полтаві" (Celebración en Poltava). Coreografía premiada en tres festivales de danzas internacionales que retrate los festejos y celebraciones de la ciudad de Poltava con el tradicional "Hopak". | Isabela Mantoan Monique Benoski Vitorio Scarpi                                 |